# Rokas Pukštas
Rokas Pukštas (* 25. srpna 2004) je americký profesionální fotbalista, který hraje na pozici záložníka za chorvatský klub HNK Hajduk Split.

## Klubová kariéra
Pukštas se v roce 2018 připojil k mládežnické akademii Sportingu Kansas City a v roce 2019 odešel na zkoušku do Manchesteru United. V lednu 2020 přestoupil do klubu Barça Residency Academy, kde se stal pravidelným členem juniorského týmu. Pukštas podepsal profesionální smlouvu s Hajdukem Split 10. listopadu 2020 a připojil se k jejich týmu do 17 let. Svůj profesionální debut si odbyl 29. dubna 2022 při výhře 2:1 v chorvatské první fotbalové lize nad Hrvatski Dragovoljac.

## Reprezentační kariéra
Pukštas se narodil ve Spojených státech litevským rodičům a je tedy způsobilý reprezentovat obě země. V roce 2019 reprezentoval tým Spojených států do 15 let. Později reprezentoval tým Spojených států do 20 let na Mistrovství světa ve fotbale do 20 let 2023, kde vstřelil gól proti Novému Zélandu. V březnu 2022 byl osloven, aby reprezentoval seniorský litevský národní tým.

## Osobní život
Pukštas se narodil ve Stillwateru v Oklahomě v rodině litevských sportovců. Jeho otec, Mindaugas Pukštas, byl maratonský běžec, který se ve své disciplíně umístil na 74. místě na Letních olympijských hrách 2004.

## Statistiky

### Klubové
Platí k zápasu hranému 18. srpna 2024.
| Klub              | Sezóna            | Liga              | Liga   | Liga | Národní pohár | Národní pohár | Kontinentální | Kontinentální | Ostatní | Ostatní | Celkově | Celkově |
| Klub              | Sezóna            | Soutěž            | Zápasy | Góly | Zápasy        | Góly          | Zápasy        | Góly          | Zápasy  | Góly    | Zápasy  | Góly    |
| ----------------- | ----------------- | ----------------- | ------ | ---- | ------------- | ------------- | ------------- | ------------- | ------- | ------- | ------- | ------- |
| Hajduk Split      | 2021/22           | Prva HNL          | 1      | 0    | —             | —             | —             | —             | —       | —       | 1       | 0       |
| Hajduk Split      | 2022/23           | Prva HNL          | 21     | 4    | 5             | 0             | —             | —             | 1       | 0       | 27      | 4       |
| Hajduk Split      | 2023/24           | Prva HNL          | 28     | 8    | 2             | 0             | —             | —             | —       | —       | 30      | 8       |
| Hajduk Split      | 2024/25           | Prva HNL          | 3      | 0    | 0             | 0             | —             | —             | —       | —       | 3       | 0       |
| Hajduk Split      | Celkově           | Celkově           | 53     | 12   | 7             | 0             | 0             | 0             | 1       | 0       | 61      | 12      |
| Solin (hostování) | 2022/23           | Druga HNL         | 5      | 3    | —             | —             | —             | —             | —       | —       | 5       | 3       |
| Celkově v kariéře | Celkově v kariéře | Celkově v kariéře | 58     | 15   | 7             | 0             | 0             | 0             | 1       | 0       | 66      | 15      |

## Úspěchy
Hajduk Split
- Chorvatský pohár: 2022/23

USA U20
- Šampionát CONCACAF hráčů do 20 let: 2022